# Stanisław Konarski (zm. 1757)
Stanisław Konarski herbu Kolczyk (zm. 12 sierpnia 1757 roku) – kasztelan chełmiński w latach 1738–1757, podkomorzy pomorski w latach 1733–1738.
Jako poseł na sejm konwokacyjny 1733 roku z powiatu tczewskiego był członkiem konfederacji generalnej zawiązanej 27 kwietnia 1733 roku na tym sejmie. Poseł województwa pomorskiego na sejm zwyczajny pacyfikacyjny 1735 roku.